# Władysław Chabowski

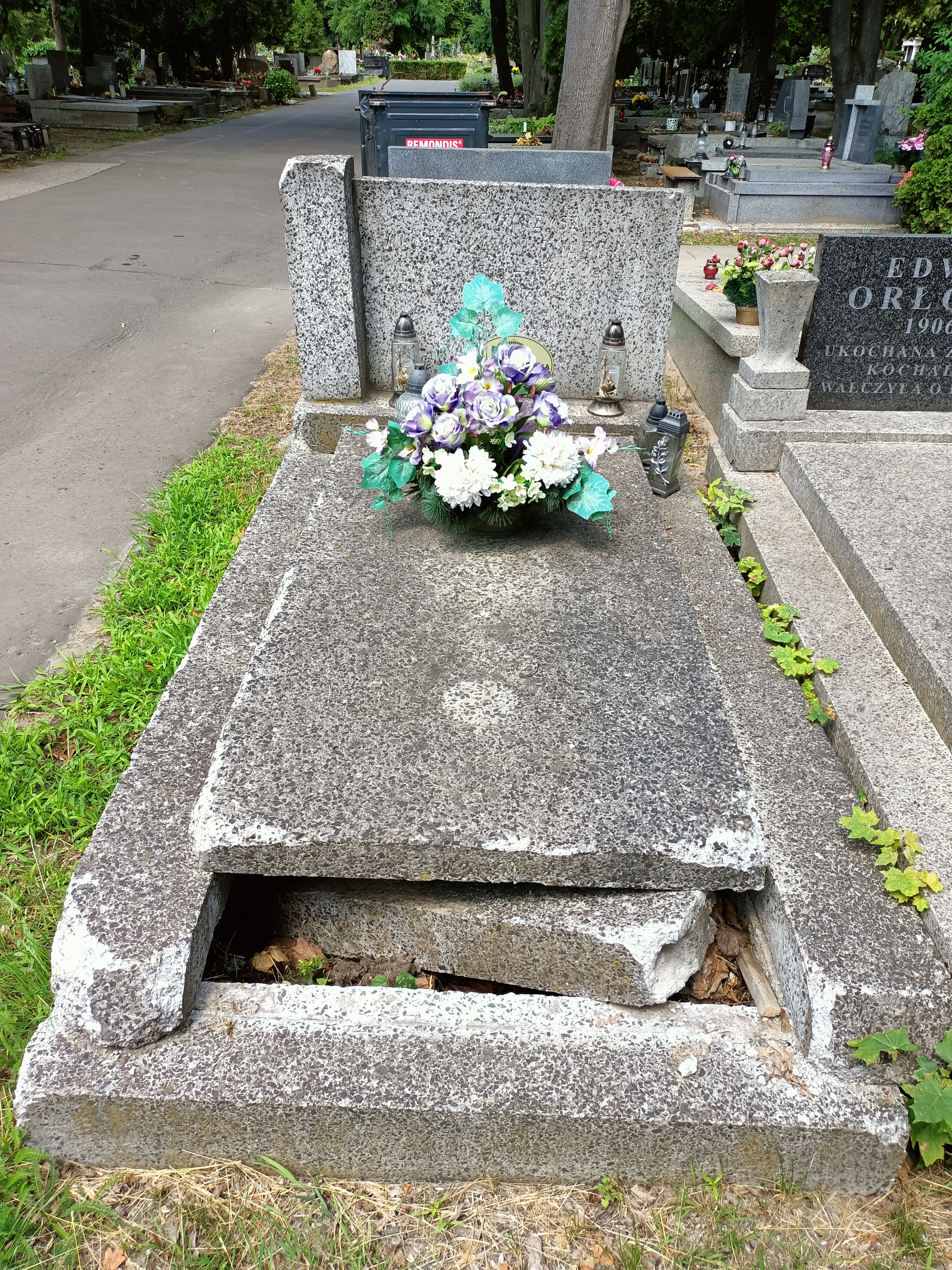
Grób Władysława Chrabowskiego na Cmentarzu Wojskowym na Powązkach

Władysław Chabowski (ur. 2 lutego 1900 w Płocku, zm. 4 lipca 1977 w Warszawie) – działacz komunistyczny i związkowy, cenzor, działacz partyjny i urzędnik PRL.

## Życiorys
Od 1914 pracował jako drukarz i następnie zecer w Płocku, później w Warszawie. W 1921 wstąpił do Komunistycznej Partii Robotniczej Polski (późniejszej Komunistycznej Partii Polski, był członkiem Komitetu Okręgowego KPP w Płocku, od 1935 do 1938 pracował w drukarni MOPR w Warszawie, następnie przez rok był akwizytorem radiowym. W 1940 został drukarzem w drukarni Gazety Polskiej w Białymstoku, od 1945 pracował w Wydziale Ekonomicznym Komisji Centralnej Związków Zawodowych, w 1950 został kierownikiem Wydziału Prezydialnego CRZZ w Warszawie. Jednocześnie od 1945 do 1948 pracował jako instruktor Wydziału Zawodowego KC PPR, od 27 września do 1 grudnia 1945 był I sekretarzem KW PPR w Krakowie, a od 1948 do 1949 instruktorem Wydziału Zawodowego KC PZPR. W 1950 objął funkcję dyrektora Głównego Urzędu Kontroli Prasy, Publikacji i Widowisk (do 1951), od 1951 do 1953 był przewodniczącym Zarządu Głównego Związku Zawodowego Pracowników Przemysłu Poligraficznego, od 1953 do 1954 przewodniczącym Zarządu Głównego Związku Zawodowego Pracowników Kultury, a od 1 lutego 1954 do 28 lutego 1957 starszym instruktorem Centralnej Komisji Kontroli Partyjnej KC PZPR. Został pochowany na Cmentarzu Wojskowym na Powązkach.